# 东山街道 (淮北市)
东山街道，是中华人民共和国安徽省淮北市相山区下辖的一个乡镇级行政单位。

## 行政区划
东山街道下辖以下地区：
祥和社区、博山社区、周庄社区、方顶社区、建国社区、新村社区、东山社区和马庄社区。